# Bosmina liederi
Bosmina liederi är en kräftdjursart som beskrevs av De Melo och Paul D.N. Hebert 1994. Bosmina liederi ingår i släktet Bosmina och familjen Bosminidae. Inga underarter finns listade.